# العزيقية (المضاربة والعارة)

تعديل مصدري - تعديل

العزيقيـة هي إحدى قرى عزلة العارة بمديرية المضاربة والعارة التابعة لمحافظة لحج، بلغ تعداد سكانها 168 نسمة حسب تعداد اليمن لعام 2004.